# 巨睾棘口吸虫
巨睾棘口吸虫（学名：Echinostoma macrorchis）为棘口科棘口属的动物。分布于日本以及中国大陆的江苏、吉林等地，营寄生生活，宿主家狗（江苏、吉林）、人（日本）、褐家鼠（日本）、家鼠（日本）以及寄生于肠。

## 外部連結
- 寄生蟲學-Nematoda(線蟲)-Echinostoma spp.(棘口吸蟲) （页面存档备份，存于）